# Пи
 Тази статия е за трансцендентното число.  За буквата от гръцката азбука вижте Пи (буква).  
π (произнася се пи) е математическа константа, която представлява отношението между дължината на дадена окръжност и нейния диаметър и обикновено се използва в математиката, физиката и техниката. Името на гръцката буква π се произнася „пи“. π е познато още като Лудолфово число и като Архимедова константа (да не се бърка с Архимедовото число).

## Числова стойност
В евклидовата геометрия π може да бъде дефинирано както като отношение между дължината и диаметъра на една окръжност, така и като отношение на лицето на един кръг към лицето на квадрат със страна неговия радиус. Във висшата математика π се дефинира аналитично чрез използване на тригонометрични функции, например като най-малкото положително x, за което sinx = 0, или като удвоеното най-малко положително x, за което cosx = 0 (удвоеното най-малко положително x, за което sinx = 1). Всички тези дефиниции са еквивалентни.
Числото π е приблизително равно на 22/7 или на 3,14 с точност до третата значеща цифра.
Числовата стойност на π, закръглена до 100-тния знак след десетичната запетая, е 3,14159 26535 89793 23846 26433 83279 50288 41971 69399 37510 58209 74944 59230 78164 06286 20899 86280 34825 34211 70679
Въпреки че тази точност е повече от достатъчна за използване в науката и техниката, през последните няколко века в изчисляването на повече цифри и изследването на свойствата на числото са вложени много усилия. Независимо от многото аналитична работа, прибавена към изчисленията със суперкомпютри, определили повече от 1 трилион цифри на π, не е намерена закономерност в поредицата от цифри. Цифрите на π могат да се намерят на много места в Интернет и обикновен персонален компютър може да изчисли трилиони цифри с наличния софтуер.
В средата на 2024 г. броят на известните значещи цифри от десетичното представяне на пи възлиза на 202 трилиона. Още през 2009 г. френският програмист Фабрис Белар е достигнал точност при 2 699 999 990 000 цифри, ползвайки компютър с цена под 2000 евро.
Приблизителни стойности на π, изразени като обикновена дроб са: 22/7 (според Архимед) и 355/113 (по оценка на древните китайски математици).
Съществуват различни мнемотехнически начини за лесно запомняне на π. Закръглено с точност до десетия знак, π може да се запомни чрез следното изречение, в което всяка дума има съответния брой букви:
- Как е леко и лесно запомнено π, всички знаят, щом желаят!
  - 3, 1 4 1 5 9 2 6 5 3 6

Вариант на английски с точност до десетия знак е:
- May I have a large container of coffee right now, please?
  - 3, 1 4 1 5 9 2 6 5 3 6

Трябва да се отбележи, че за практически, ежедневни нужди прецизност на π от 2 до 5 знака е достатъчна за почти всякакви пресмятания.

## Особености
π е ирационално число, т.е. то не може да бъде представено като отношение на две цели числа. Това е доказано през 1761 от Йохан Хайнрих Ламберт.
π е също трансцендентно число (доказано през 1882 от Фердинанд фон Линдеман). Това означава, че няма полином с рационални коефициенти, корен на който да е π. Вследствие на трансцендентността π не е построимо число. От изискването координатите на всички точки, които могат да се построят с линия и пергел, да са построими числа, следва нерешимостта на задачата за квадратурата на кръга (построяване с линия и пергел на квадрат с лице, равно на лицето на даден кръг).

## Формули, касаещи π

### Геометрия
{\displaystyle \pi } е част от много формули в геометрията, отнасящи се до окръжности и сфери.
| Геометрична форма                                          | Формула                                                                                   |
| ---------------------------------------------------------- | ----------------------------------------------------------------------------------------- |
| Дължина на окръжност с радиус r и диаметър d               | {\displaystyle C=\pi d=2\pi r\,\!}                                                        |
| Лице на кръг с радиус r                                    | {\displaystyle S=\pi r^{2}\,\!}                                                           |
| Лице на елипса с полуоси a и b                             | {\displaystyle S=\pi ab}                                                                  |
| Обем на кълбо с радиус r и диаметър d                      | {\displaystyle V={\frac {4}{3}}\pi r^{3}={\frac {1}{6}}\pi d^{3}\,\!}                     |
| Повърхнина на сфера с радиус r                             | {\displaystyle S=4\pi r^{2}\,\!}                                                          |
| Обем на цилиндър с височина h и радиус на основата r       | {\displaystyle V=\pi r^{2}h\,\!},                                                         |
| Повърхнина на цилиндър с височина h и радиус на основата r | {\displaystyle S=2\pi r^{2}+2\pi rh=2\pi r(r+h)\,\!}                                      |
| Обем на конус с височина h и радиус на основата r          | {\displaystyle V={\frac {1}{3}}\pi r^{2}h\,\!}                                            |
| Повърхнина на прав кръгов конус с височина h и радиус r    | {\displaystyle S=\pi r{\sqrt {r^{2}+h^{2}}}+\pi r^{2}=\pi r(r+{\sqrt {r^{2}+h^{2}}})\,\!} |

(Всички формули са следствие от първата, ако лицето S на кръга бъде представено като {\displaystyle S=\int 2\pi rdr}.)
Също така ъгъл от 180° (градуса) е равен на π радиана.

### Анализ
Много от формулите в анализа съдържат π, включително представянето на безкрайни редове, интегралите и т.нар. специални математически функции.
- Формула на Виет, 1593 (доказателство):
{\displaystyle {\frac {2}{\pi }}={\frac {\sqrt {2}}{2}}\cdot {\frac {\sqrt {2+{\sqrt {2}}}}{2}}\cdot {\frac {\sqrt {2+{\sqrt {2+{\sqrt {2}}}}}}{2}}\ldots }
- Формула на Лайбниц (доказателство):
{\displaystyle {\frac {1}{1}}-{\frac {1}{3}}+{\frac {1}{5}}-{\frac {1}{7}}+{\frac {1}{9}}-\cdots =\sum _{n=0}^{\infty }{\frac {(-1)^{n}}{2n+1}}={\frac {\pi }{4}}}
- Представяне на Уолис (доказателство):
{\displaystyle {\frac {2}{1}}\cdot {\frac {2}{3}}\cdot {\frac {4}{3}}\cdot {\frac {4}{5}}\cdot {\frac {6}{5}}\cdot {\frac {6}{7}}\cdot {\frac {8}{7}}\cdot {\frac {8}{9}}\cdots =\prod _{n=1}^{\infty }{\frac {2n}{2n-1}}\cdot {\frac {2n}{2n+1}}=\prod _{n=1}^{\infty }{\frac {(2n)^{2}}{(2n)^{2}-1}}={\frac {\pi }{2}}}
- Метод на Джон Мачин (John Machin)
{\displaystyle {\frac {\pi }{4}}=4\arctan {\frac {1}{5}}-\arctan {\frac {1}{239}}}
- Алгоритъм на Бейли – Борвин – Плюф (вж. Bailey, 1997 и официална страница на Бейли Архив на оригинала от 2003-05-01 в Wayback Machine.)
{\displaystyle \pi =\sum _{k=0}^{\infty }{\frac {1}{16^{k}}}\left[{\frac {4}{8k+1}}-{\frac {2}{8k+4}}-{\frac {1}{8k+5}}-{\frac {1}{8k+6}}\right]}
- Гаусов интеграл:
{\displaystyle \int _{-\infty }^{\infty }e^{-x^{2}}\,dx={\sqrt {\pi }}}
- Задача на Базел, решена от Ойлер (вж. също Дзета-функция на Риман):
{\displaystyle \zeta (2)={\frac {1}{1^{2}}}+{\frac {1}{2^{2}}}+{\frac {1}{3^{2}}}+{\frac {1}{4^{2}}}+\cdots ={\frac {\pi ^{2}}{6}}}
{\displaystyle \zeta (4)={\frac {1}{1^{4}}}+{\frac {1}{2^{4}}}+{\frac {1}{3^{4}}}+{\frac {1}{4^{4}}}+\cdots ={\frac {\pi ^{4}}{90}}}
и в заключение, {\displaystyle \zeta (2n)} е рационално кратно на {\displaystyle \pi ^{2n}} за цяло положително n.
- Гама-функция, изчислена при стойност на аргумента 1/2:
{\displaystyle \Gamma \left({1 \over 2}\right)={\sqrt {\pi }}}
- Приближение на Стирлинг:
{\displaystyle n!\sim {\sqrt {2\pi n}}\left({\frac {n}{e}}\right)^{n}}
- Равенство на Ойлер (наречено от Ричард Файнман „най-забележителната формула в математиката“):
{\displaystyle e^{i\pi }+1=0\;}
- Следствие от Ойлеровата сума (вж. също анализ на Фурие):
{\displaystyle \sum _{k=1}^{n}\phi (k)\sim 3n^{2}/\pi ^{2}}
- Лице на 1/4 от единичния кръг:
{\displaystyle \int _{0}^{1}{\sqrt {1-x^{2}}}\,dx={\pi  \over 4}}
- Следствие на теоремата за резидуумите
{\displaystyle \oint {\frac {dz}{z}}=2\pi i,}
където линията на интегриране е окръжност около центъра на координатната система с посока, обратна на часовниковата стрелка.

### Безкрайни дроби
π може да се представи с помощта на верижни дроби по много начини, най-известният от които е:
{\displaystyle {\frac {4}{\pi }}=1+{\frac {1}{3+{\frac {4}{5+{\frac {9}{7+{\frac {16}{9+{\frac {25}{11+{\frac {36}{13+...}}}}}}}}}}}}}
(Други форми на представяне можете да намерите на The Wolfram Functions Site.)

### Теория на числата
Някои изводи от теорията на числата:
- Вероятността две произволни цели числа да са взаимно прости е 6/π2.
- Вероятността произволно избрано цяло число да не се дели без остатък от нито едно квадратно число е 6/π2.
- Средният брой начини, по които едно положително цяло число може да бъде представено като сума на две квадратни числа, е π/4.
- Произведението от (1 – 1/p2) за прости p, е 6/π2.
{\displaystyle \prod _{p\in \mathbb {P} }\left(1-{\frac {1}{p^{2}}}\right)={\frac {6}{\pi ^{2}}}}